# Doucombo
Doucombo is een gemeente (commune) in de regio Mopti in Mali. De gemeente telt 20.800 inwoners (2009).
De gemeente bestaat uit de volgende plaatsen:
- Anakanda
- Bodio
- Bogolo
- Daga
- Dari
- Deguembéré
- Djiguibombo
- Djombo-Djenenké
- Djombo-Peulh
- Djombolo-Do
- Djombolo-Leye
- Doucombo
- Doundiourou
- Goro
- Kalibombo
- Kassa
- Kori-Kori
- Ogossagou
- Pel-Kanda
- Songo
- Sibo
- Tégourou
- Tillé
- Tougoumé